# Vườn quốc gia Calanques
Vườn quốc gia Calanques là một vườn quốc gia nằm ở miền nam nước Pháp. Được thành lập vào năm 2012, nó trải dài hơn 520 km 2 (201 sq mi), trong đó có 85 km 2 (33 mi ²) là đất liền trong khi số còn lại là khu vực biển Địa Trung Hải. Nó bao gồm các bộ phận Khối núi Calanques trải dài giữa Marseille và Cassis.